# Chongqing
Chongqing (uttal: [ʈʂʰʊŋtɕʰiŋ]), tidigare känd som Chungking, är en stad i Kinas centrala inland, belägen där Jialingfloden rinner ut i Yangtzefloden. Stadskommunen som är en administrativ enhet (storstadsområde) direkt under centralregeringen i Peking, har en yta på cirka 82 400 km² och en folkmängd på cirka 32 miljoner invånare vid folkräkningen 2020. Det centrala storstadsområdet hade cirka 7,5 miljoner invånare 2010. Stadskommunen utpekas ofta som "världens största stad", vilket rimmar illa med vad som normalt kallas stad i väst eftersom dess areal är jämförbar med länder som Tjeckien, Serbien eller Panama.
I Chongqing finns Kinas första enskensbana, Chongqings monorail. Hela systemet är datorstyrt, och tågen går på sekunden, med digital nedräkningspanel vid varje avgång på varje station.
Chongqing kallas också "dimmiga staden" eller "bergstaden" och är en av få kinesiska storstäder utan omfattande cyklism.

## Geografi
Centrala Chongqing är beläget på en udde där Jialingfloden och Yangtzefloden möts. Den kuperade terrängen försvårar transporter och staden är en av få kinesiska storstäder utan omfattande cyklism.
Centrala Chongqing har fyra huvudområden: Jiefangbei, det äldsta, Jiangbei, det norra, Nanping, det södra, och Shapingba, det västra, tillika universitetsområde.

## Klimat
Chongqing har ett subtropiskt monsunklimat (Köppen Cfa) och har en årsmedeltemperatur på 18,24 Co. Staden är känd för sitt varma och fuktiga klimat och tillsammans med Nanjing och Wuhan räknas den som en av "Kinas tre masugnar".
Följande klimatdata för Chongqing kommer från Shapingba-distriktet (1971–2000):
|                                            | Jan  | Feb  | Mar  | Apr   | Maj   | Jun   | Jul   | Aug   | Sep   | Okt  | Nov  | Dec  |
| ------------------------------------------ | ---- | ---- | ---- | ----- | ----- | ----- | ----- | ----- | ----- | ---- | ---- | ---- |
| Normaldygnets maximitemperaturs medelvärde | 10,3 | 12,5 | 17,4 | 22,9  | 26,9  | 29,4  | 32,8  | 33,6  | 27,7  | 21,9 | 16,9 | 11,6 |
| Normaldygnets minimitemperaturs medelvärde | 6,0  | 7,5  | 11,0 | 15,3  | 19,1  | 22,0  | 24,6  | 24,7  | 20,8  | 16,4 | 12,0 | 7,6  |
|                                            |      |      |      |       |       |       |       |       |       |      |      |      |
| Nederbörd                                  | 19,5 | 20,6 | 36,2 | 104,6 | 151,7 | 171,2 | 175,4 | 134,4 | 127,6 | 92,4 | 45,9 | 24,9 |

| Diagram | temperaturer i °C • månadsnederbörd i mm | temperaturer i °C • månadsnederbörd i mm | temperaturer i °C • månadsnederbörd i mm | temperaturer i °C • månadsnederbörd i mm | temperaturer i °C • månadsnederbörd i mm | temperaturer i °C • månadsnederbörd i mm | temperaturer i °C • månadsnederbörd i mm | temperaturer i °C • månadsnederbörd i mm | temperaturer i °C • månadsnederbörd i mm | temperaturer i °C • månadsnederbörd i mm | temperaturer i °C • månadsnederbörd i mm | temperaturer i °C • månadsnederbörd i mm |
|         | 20 10 6                                  | 21 13 8                                  | 36 17 11                                 | 105 23 15                                | 152 27 19                                | 171 29 22                                | 175 33 25                                | 134 34 25                                | 128 28 21                                | 92 22 16                                 | 46 17 12                                 | 25 12 8                                  |

## Historia
Chongqings historia går tillbaka till det forntida riket Ba, där nuvarande Chongqing var huvudstad och området blev en del av det kinesiska kulturområdet vid tiden före Qindynastin (221 f.Kr.–206 f.Kr.). Centralorten har haft många olika namn, varav Ba härad (kinesiska: 巴县?, pinyin: Bā xiàn) varit bland det vanligaste. Kring 320 f.Kr. fick häradssätet i Ba sin första stadsmur.
Chongqing (kinesiska: 重庆?, pinyin: Chóngqìng) var ursprungligen namnet på en prefektur, där Ba härad var centralort. Namnet betyder "dubbelt högtidlighållande" och prefekturen fick detta namn år 1189, då kejsar Guangzong av Songdynastin firade sin upphöjelse till kronprins (1171) och kejsare (1189).
Under Yuandynastin (1271–1368) avskaffades prefekturen och ombildades till en krets (kinesiska: 路?, pinyin: lù), men prefekturen återupprättades under Mingdynastin (1368–1644). Under Ming och Qing-dynastierna blev Chongqing en del av Sichuan-provinsen och prefekturen omfattade området öster om Rongchang, söder om Wusheng, väster om Fuling och norr om Qinjiang. Chongqing öppnades som fördragshamn 1891 enligt ett fördrag med Storbritannien och var då både känd som Chungking eller Pahsien.
Efter kejsardömets fall 1911 inleddes en administrativ reform och Chongqing avskaffades som prefektur 1913, under Republiken Kina. 1929 fick Chongqing en modern stadsförvaltning och stora delar av stadsmurarna revs. Den ursprungliga stadskärnan utgjordes av de gamla häradena Ba och Jiangbei.
Chongqing blev provisorisk huvudstad för Republiken Kina 1938, under andra världskriget efter japanernas ockupation av Nanjing. De japanska bombningarna, som varade i flera år, har gett staden rykte om vara "världens mest bombade". Nationalisternas och Chiang Kai-shek hade sitt högkvarter uppe i Södra Bergen och kan besökas. Den av kineserna respekterade amerikanske generalen Joseph Stilwells högkvarter finns kvar och kan besökas, liksom ett museum över Claire Chennaults styrka, de Flygande tigrarna.
År 1954 blev den en del av Sichuanprovinsen, vilket den var fram till 1997, då den lyftes upp till provinsnivå genom en sammanslagning av Chongqing City med grannarna Fuling, Wanxian och Qianjiang.

## Näringsliv
Chongqing är västra Kinas finansiella centrum, tillverknings-, transport- och kommunikationscentrum. Tillväxttakten är den snabbaste i världen med en årlig tillväxt på upp till 17% och 24% vid tillfällen. Det internationella företaget Chongqings storstadsområde är Kinas tredje största fordonstillverkare och landets största motorcykeltillverkare, men en årlig kapacitet på 1 miljon personbilar och 8,6 miljoner motorcyklar år 2007.
ABB har två mindre tillverkningsenheter i Chongqing.

## Politik
Den politiska makten i Chongqing utövas officiellt av stadens folkregering, som leds av den regionala folkkongressen och borgmästaren. Sedan 1997 befinner sig storstadsområdet Chongqing administrativt på provinsnivå, vilket betyder att borgmästaren i Chongqing är jämställd med guvernörerna i landets övriga provinser. Dessutom finns det en regional politiskt rådgivande konferens, som motsvarar Kinesiska folkets politiskt rådgivande konferens och främst har ceremoniella funktioner. Stadens borgmästare sedan 2021 är Hu Henghua.
I praktiken utövar dock den regionala avdelningen av Kinas kommunistiska parti den avgörande makten i Chongqing och partisekreteraren i regionen har högre rang i partihierarkin än borgmästaren. Sedan 2022 heter partisekreteraren Yuan Jiajin.
Chongqing fick stor nationell och internationell uppmärksamhet då Bo Xilai var partisekreterare i staden 2007-2012, då Bo använde sin ställning för att under uppmärksammade former genomföra sociala reformer och slå ned på den organiserade brottsligheten med okonventionella metoder. Bo gjorde sig också känd för den framträdande roll maoismen hade i hans politiska propaganda, vilket gjorde honom till en kontroversiell figur i kinesisk politik då han ansågs försöka vinna inträde i Politbyråns ständiga utskott, Kinas högsta politiska organ, under partikongressen hösten 2012. Bo föll dock i onåd med partiledningen och avsattes i mars 2012.

## Demografi
Vid folkräkningen år 2000 räknades en tredjedel av stadskommunens totala folkmängd som urban befolkning.

## Administrativ indelning
Storstadsområdet Chongqing är indelat i 38 kommuner. Av dessa är 26 stadsdistrikt, åtta häraden och fyra autonoma häraden.
| Namn                                        | Kinesiska             | Pinyin                            | Befolkning (2020) | Yta (km²) | Befolknings- täthet (/km²) |
| ------------------------------------------- | --------------------- | --------------------------------- | ----------------- | --------- | -------------------------- |
| Stadsdistrikt                               |                       |                                   |                   |           |                            |
| Banan                                       | 巴南区                | Bānán qū                          | 1 178 856         | 1 825     | 646                        |
| Beibei                                      | 北碚区                | Běibèi qū                         | 834 887           | 855       | 1 106                      |
| Bishan                                      | 璧山区                | Bìshān qū                         | 756 022           | 912       | 829                        |
| Changshou                                   | 长寿区                | Chángshòu qū                      | 692 960           | 1 415     | 490                        |
| Dadukou                                     | 大渡口区              | Dàdùkǒu qū                        | 421 904           | 103       | 4 096                      |
| Dazu                                        | 大足区                | Dàzú qū                           | 834 592           | 1 433     | 582                        |
| Fuling                                      | 涪陵区                | Fúlíng qū                         | 1 115 016         | 2 946     | 378                        |
| Hechuan                                     | 合川区                | Héchuān qū                        | 1 245 294         | 2 356     | 529                        |
| Jiangbei                                    | 江北区                | Jiāngběi qū                       | 925 800           | 221       | 4 189                      |
| Jiangjin                                    | 江津区                | Jiāngjīn qū                       | 1 359 611         | 3 200     | 425                        |
| Jiulongpo                                   | 九龙坡区              | Jiǔlóngpō qū                      | 1 526 821         | 432       | 3 534                      |
| Kaizhou                                     | 开州区                | Kāizhōu qū                        | 1 203 306         | 3 959     | 304                        |
| Liangping                                   | 梁平区                | Liángpíng qū                      | 645 315           | 1 890     | 341                        |
| Nan'an                                      | 南岸区                | Nán'àn qū                         | 1 197 639         | 274       | 4 371                      |
| Nanchuan                                    | 南川区                | Nánchuān qū                       | 572 362           | 2 602     | 220                        |
| Qianjiang                                   | 黔江区                | Qiánjiāng qū                      | 487 281           | 2 397     | 203                        |
| Qijiang                                     | 綦江区                | Qíjiāng qū                        | 1 011 334         | 2 750     | 368                        |
| Rongchang                                   | 荣昌区                | Róngchāng qū                      | 668 977           | 1 079     | 620                        |
| Shapingba                                   | 沙坪坝区              | Shāpíngbà qū                      | 1 477 345         | 383       | 3 857                      |
| Tongliang                                   | 铜梁区                | Tóngliáng qū                      | 685 729           | 1 342     | 511                        |
| Tongnan                                     | 潼南区                | Tóngnán qū                        | 688 115           | 1 585     | 434                        |
| Wanzhou                                     | 万州区                | Wànzhōu qū                        | 1 564 449         | 3 457     | 1 568                      |
| Wulong                                      | 武隆区                | Wǔlóng qū                         | 356 748           | 2 872     | 124                        |
| Yongchuan                                   | 永川区                | Yǒngchuān qū                      | 1 148 896         | 1 576     | 729                        |
| Yubei                                       | 渝北区                | Yúběi qū                          | 2 191 493         | 1 452     | 1 509                      |
| Yuzhong                                     | 渝中区                | Yúzhōng qū                        | 588 717           | 22        | 26 760                     |
| Härad                                       |                       |                                   |                   |           |                            |
| Chengkou                                    | 城口县                | Chéngkǒu xiàn                     | 197 497           | 3 286     | 60                         |
| Dianjiang                                   | 垫江县                | Diànjiāng xiàn                    | 650 694           | 1 518     | 429                        |
| Fengdu                                      | 丰都县                | Fēngdū xiàn                       | 557 354           | 2 896     | 192                        |
| Fengjie                                     | 奉节县                | Fèngjié xiàn                      | 744 836           | 4 087     | 182                        |
| Wushan                                      | 巫山县                | Wūshān xiàn                       | 462 462           | 2 958     | 156                        |
| Wuxi                                        | 巫溪县                | Wūxī xiàn                         | 388 685           | 4 030     | 96                         |
| Yunyang                                     | 云阳县                | Yúnyáng xiàn                      | 929 034           | 3 634     | 256                        |
| Zhong                                       | 忠县                  | Zhōng xiàn                        | 720 976           | 2 184     | 330                        |
| Autonoma härad                              |                       |                                   |                   |           |                            |
| Pengshui (för tujia- och Miaofolket-folken) | 彭水苗族土家族 自治县 | Péngshuǐ miáozú tǔjiāzú zìzhìxiàn | 530 599           | 3 903     | 136                        |
| Shizhu (för tujia-folket)                   | 石柱土家族 自治县     | Shízhù tǔjiāzú zìzhìxiàn          | 389 001           | 3 013     | 129                        |
| Xiushan (för tujia- och miao-folken)        | 秀山土家族苗族 自治县 | Xiùshān tǔjiāzú miáozú zìzhìxiàn  | 496 194           | 2 450     | 203                        |
| Youyang (för tujia- och miao-folken)        | 酉阳土家族苗族 自治县 | Yǒuyáng tǔjiāzú miáozú zìzhìxiàn  | 607 338           | 5 173     | 117                        |

## Orter
Med en yta på över 82 000 kvadratkilometer omfattar Chongqings storstadsområde inte bara den centrala staden med närmaste omgivningar, utan även en uppsjö av andra mindre eller mellanstora orter. Storstadsområdets centrala storstadsområde (på engelska benämnt Metropolitan Developed Economic Circle) består av nio distrikt som 2010 hade totalt 7 457 600 invånare på en yta av 5 473 km².

## Turism
Det finns många orörda byar och städer runt Chongqing, till väster en stor safaripark, i öster en nationalpark med en stor amfiteater byggd inne i en gammal vulkan, och gamla stadsdelar som ännu inte har förstörts av tiden, krig och byggherrar. Filmen "Tillbaka till 1942", spelades in i en närliggande liten stad som kan besökas, Longxing. Filmen handlar om den stora svältkatastrofen i Henan 1942, då omkring tre miljoner människor svalt ihjäl. Båtarna genom De tre ravinerna startar även i Chongqing.